# Język sougb
Język sougb, także: sogh, mantion, manikion – język papuaski używany w prowincji Papua Zachodnia w Indonezji. Według danych z 1987 roku posługuje się nim 12 tys. osób. 
Jego użytkownicy zamieszkują ok. 50 wsi we wschodniej części półwyspu Ptasia Głowa. G. Reesink wyróżnia trzy główne dialekty – sougb misen, bohon i lou (leng lou) oraz mniejszościowy dialekt sre (cicir, leng cicir), który jest dość odrębny od pozostałych.
Należy do grupy języków wschodniej Ptasiej Głowy, tworząc ją wraz z meyah i moskona. Ross (2005) próbnie zalicza języki wschodniej Ptasiej Głowy do rozszerzonej rodziny języków zachodniopapuaskich.
Wczesne dane leksykalne dot. tego języka zebrał H.K.J. Cowan (1953). Cowan opisał „manikion” i „mantion” jako odmiany tego samego języka (mantion – dialekt z okolic Bintuni, manikion – dialekt wysunięty bardziej na północ). Niemniej „manikion” to pejoratywne określenie, które zostało spopularyzowane przez grupę etniczną Biak.
Został opisany w postaci skrótowego opracowania gramatycznego (A grammar sketch of Sougb, 2002) . Jest zapisywany alfabetem łacińskim.